# 奥克尔河
奥克尔河（法語：Ocre，法語發音：[ɔkʁ]）是法国勃艮第-弗朗什-孔泰大区约讷省的河流，是托隆河的左支流，长7.9千米。